# Christopher Blount

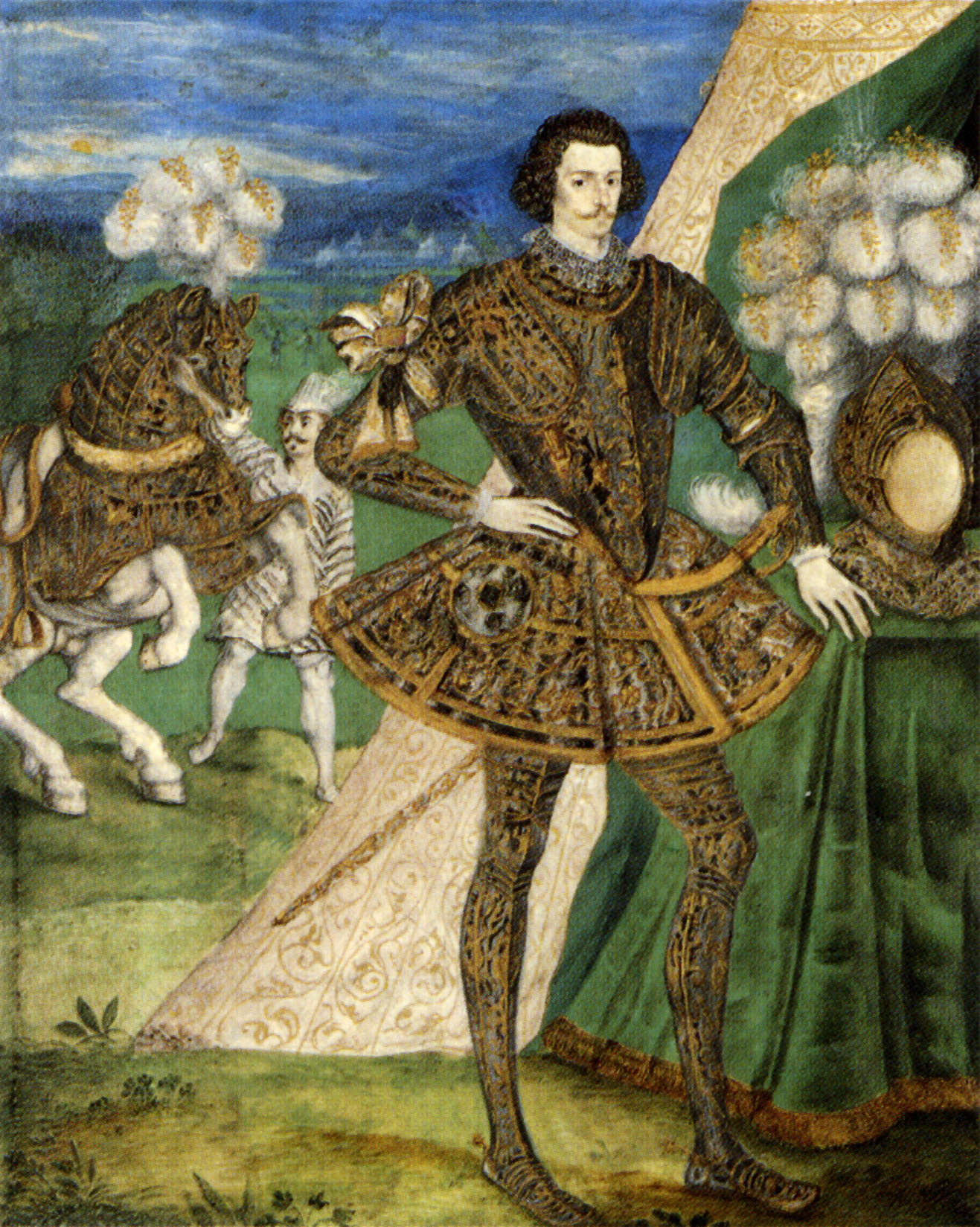
Ritratto di Christopher Blount

Christopher Blount (Kidderminster, 1555/1556 – Londra, 18 marzo 1601) è stato un militare, una spia e un ribelle inglese.

## Biografia
Nato a Kidderminster, nel Worcestershire, era il figlio minore di Thomas Blount, parente di Robert Dudley, I conte di Leicester e uno dei suoi capi attendenti alla gestione della casa.
Sua madre era Mary Poley, di famiglia cattolica originaria del Suffolk.
Da bambino, Christopher venne mandato a Louvain per essere educato da William Allen.
Nonostante fosse cattolico, divenne Gentleman of the Horse presso il conte di Leicester dal 1584.
Divenne corrispondente di Thomas Morgan a Parigi, un agente esiliato di Maria Stuarda. Apparentemente Blount si offrì di fare il "suo nobile servizio" per conto della regina.
Nei suoi rapporti con Morgan, Blount probabilmente invece aveva il sostegno di Leicester e Francis Walsingham, capo delle spie al servizio di Elisabetta I d'Inghilterra.
Leicester si fidava di Blount, chiamandolo "Mr. Kytt" e avendo cura del suo benessere.
Blount prestò servizio durante la campagna nei Paesi Bassi dal 1585 al 1587, quando Leicester ne fu Governatore Generale.
Nella Primavera del 1589, circa sette mesi dopo la morte di Leicester, Blount ne sposò la vedova, Lettice Knollys.
Di conseguenza, Robert Devereux, II conte d'Essex, figlio di Lettice e nuovo favorito della regina, definì questa della madre una "scelta infelice". Lettice invece ne sembrava molto felice, come rivelavano le sue lettere.
Lady Leicester (che continuava a fregiarsi del titolo) e Sir Christopher furono occupati a risarcire i colossali debiti lasciati dal conte e furono coinvolti in numerosi contenziosi legali a causa degli stessi.
Blount fu un membro del Parlamento per conto del Staffordshire, dove egli viveva, nel 1593 e nel 1597; egli fu eletto per istanza del conte di Essex, che aveva una certa influenza nella contea.
Nel 1596 Blount fu colonnello nella spedizione a Cadice e 1597 in quella nelle Azzorre.
Essendo uno dei maggiori seguaci del conte di Essex, Blount finì coinvolto nella ribellione organizzata da Essex nel 1601. Nella domenica dell'8 febbraio, rimase gravemente ferito ad una guancia mentre cavalcava al fianco del conte.
Ancora debole e ferito, venne portato al suo processo in lettiga e venne condannato a morte. L'esecuzione per decapitazione avvenne nella Torre di Londra quattro settimane dopo quella del figliastro.